# Velódromo Primero de Mayo
El Velódromo Primero de Mayo es un recinto deportivo multipropósito de carácter público en la ciudad de Bogotá, capital de Colombia.
El velódromo hace parte del complejo deportivo del Parque Primero de Mayo en la localidad de San Cristóbal. Su superficie está hecha de hormigón.
Este escenario deportivo fue inaugurado en 1951 bajo el nombre de Estadio Santiago Trujillo Gómez, y en él compitieron destacados ciclistas como Efraín 'Zipa' Forero, Ramón Hoyos y Martín Emilio 'Cochise' Rodríguez y Eddy Merckx, entre otros. En el año 2002 se terminó la remodelación a las tribunas, por lo que se creó una placa conmemorativa en la tribuna principal.
En 2018 el IDRD entregó la más reciente remodelación, incluyendo una pista de patinaje y una cancha de hockey sobre ruedas, denominándolo como Centro de Desarrollo de Deportes sobre Ruedas Diego Dueñas.